# Трентон (Северна Каролина)
Трентон (енгл. Trenton) град је у америчкој савезној држави Северна Каролина.

## Демографија
По попису из 2010. године број становника је 287, што је 81 (39,3%) становника више него 2000. године.
| Група             | 2000.       | 2010.       |
| Белци             | 144 (69,9%) | 142 (49,5%) |
| Афроамериканци    | 55 (26,7%)  | 105 (36,6%) |
| Азијати           | 2 (1,0%)    | 0 (0,0%)    |
| Хиспаноамериканци | 3 (1,5%)    | 20 (7,0%)   |
| Укупно            | 206         | 287         |